# Przemysław Saleta
Przemysław Saleta (* 7. März 1968 in Breslau) ist ein ehemaliger polnischer Kickboxer und Boxer.

## Kickboxkarriere
Saleta begann 1986 als Student an der Szkoła Główna Handlowa w Warszawie mit dem Kickboxen und wurde im Oktober 1987 in die Nationalmannschaft einberufen. 1988 wurde er erstmals Polnischer Meister. 1990 wurde er im Schwergewicht der Vollkontakt-Disziplin jeweils Europameister (Madrid) und Weltmeister (Mestre) der WAKO. Darüber hinaus wurde er 1990 in Sopot und 1991 in Sosnowiec jeweils ISKA-Weltmeister im Superschwergewicht (1990) bzw. Cruisergewicht (1991).

## Boxkarriere
Nach einem Trainingslager im 5th St. Gym von Miami Beach entschied sich Saleta für eine Profiboxkarriere und gewann sein Debüt am 29. Juli 1991. 24 seiner Kämpfe bestritt er in den USA und wurde dabei im Juni 1992 Florida State Champion im Cruisergewicht, zudem schlug er im März 1994 im britischen Cardiff Dennis Andries beim Kampf um den Titel WBC International Champion im Cruisergewicht.
Am 9. Dezember 1995 verlor er in Stuttgart beim Kampf um die EBU-Europameisterschaft im Schwergewicht gegen Željko Mavrović. Nach sieben folgenden Siegen schlug er am 17. April 1999 in Warschau Asmir Vojnović und wurde dadurch IBO Intercontinental Champion im Schwergewicht, verlor den Titel jedoch in der ersten Verteidigung im September 1999 an Fred Westgeest.
In seinen folgenden sieben Kämpfen blieb er wieder ungeschlagen. Er wurde dabei am 26. Mai 2001 Polnischer Meister und konnte am 20. Juli 2002 in Dortmund den bis dahin unbesiegten Luan Krasniqi durch TKO in der achten Runde besiegen und EBU-Europameister im Schwergewicht werden.
Den EBU-Titel verlor er in der ersten Verteidigung am 12. Oktober 2002 in Schwerin an Sinan Şamil Sam und unterlag im April 2003 in einem Rückkampf gegen Luan Krasniqi. Im August 2005 verlor er gegen Oliver McCall.
2006 beendete er seine Karriere, kehrte jedoch 2013 mit einem Sieg gegen Andrzej Gołota zurück. Nach einer Niederlage im September 2015 gegen Tomasz Adamek, beendete er im Alter von 47 Jahren endgültig seine Karriere.

## Sonstiges
Er war zweimal verheiratet und ist Vater von zwei Töchtern, die 1994 und 2002 geboren wurden.